# Cuproxena
Cuproxena es un género de polillas de la familia Tortricidae.

## Especies
- Cuproxena anielae Razowski & Becker, 1989
- Cuproxena argentina  Brown, 1991
- Cuproxena astraboda  Razowski & Becker, 1989
- Cuproxena auga  Razowski & Becker, 1989
- Cuproxena bramiliana  Brown, 1991
- Cuproxena cara  Brown, 1991
- Cuproxena chelograpta  Meyrick, 1917
- Cuproxena cornuta  Brown & Obraztsov, 1991
- Cuproxena duckworthorum  Brown, 1991
- Cuproxena elongana  Brown, 1991
- Cuproxena eudiometra  Razowski & Becker, 1989
- Cuproxena fintana  Brown, 1991
- Cuproxena flosculana  Walsingham, 1914
- Cuproxena hoffmanana  Brown, 1991
- Cuproxena latiana  Brown, 1991
- Cuproxena minimana  Brown, 1991
- Cuproxena neonereidana  Brown, 1991
- Cuproxena nereidana  Zeller, 1866
- Cuproxena paracornuta  Brown, 1991
- Cuproxena pseudoplesia  Brown, 1991
- Cuproxena serrata  Brown, 1991
- Cuproxena speculana  Walsingham, 1914
- Cuproxena subunicolora Brown & Obraztsov, 1991
- Cuproxena tephrodelta  Meyrick, 1932
- Cuproxena trema Brown & Obraztsov, 1991
- Cuproxena triphera Brown & Obraztsov, 1991
- Cuproxena virifloscula  Brown, 1991